# Saussines
Saussines är en kommun i departementet Hérault i regionen Occitanien i södra Frankrike. Kommunen ligger i kantonen Lunel som tillhör arrondissementet Montpellier. År 2022 hade Saussines 992 invånare.

## Befolkningsutveckling
Antalet invånare i kommunen Saussines
Referens:INSEE